# 小田切尚足
小田切 尚足（おだぎり ひさたり、? - 安永8年（1779年）:252）は、江戸時代後期の松江藩の家老。小田切備中とも呼ばれる。
6代藩主・松平宗衍に仕え、後に「延享の改革」、｢御趣向の改革」（ごしゅこうのかいかく）と呼ばれる藩政改革に携わった。
享保16年（1731年）に松平宗衍が家督を継いだのは3歳のときであったため、藩政は家老による合議制が採られた。合議制は宗衍が成長した延享4年（1747年）に廃止され、藩主による親政「御直捌（おじきさばき）」が開始された。宗衍は、悪化していた藩の財政を立て直すために中老だった尚足を登用した。
尚足は富裕な商人や豪商から出資を求め、藩営の金融機関「泉府方」を設立した:234。泉府方は、資金を1割5分の利息で貸し付け、利潤を藩と資金提供主とで折半した:234。また、年貢を前納した田には一定期間の年貢免除を行う「義田の法」:234、役所で開発した新田を租税免除の権利と共に売却する「新田方」、和蝋燭の製造と材料となるハゼノキの栽培を行う「木実方」といった産業政策を興した:234。特に木実方で製造・専売された蝋燭は領内の需要を満たすだけでなく、藩外への輸出も行われて莫大な利益をもたらした:234。
しかし、泉府方は発足3年目で元利償還への不安から資金回転が行き詰まり:236、宝暦2年（1752年）には宗衍による親政も停止され、尚足も失脚する。その後、宝暦10年（1760年）に幕命で比叡山延暦寺山門の修築の普請手伝いを命じられた際には、朝日茂保と共に仕置役に任命され、普請を滞りなく成就している:229。
明和4年に宗衍が隠居すると共に尚足も藩政からは退く。
失脚後の宝暦3年（1753年）に『報国』を記しており御趣向の改革の内容をうかがうことができる。また、『報国』には松江藩の江戸屋敷で教育にたずさわった儒学者の宇佐美灊水の評も含まれている。宇佐美は、商人の経済力を利用しようとした尚足の政策を厳しく批判している。『報国』は漢文で記されているが、『松江市史 史料編5「近世I」』に読み下しが活字化されて収録されている。
松江城北公民館（松江市北堀町）の敷地内には、小田切備中の屋敷跡の碑が残されている。